# Afroedura pondolia
Espèce
Synonymes
- Oedura pondolia Hewitt, 1925

Afroedura pondolia est une espèce de geckos de la famille des Gekkonidae.

## Répartition
Cette espèce se rencontre en Eswatini et en Afrique du Sud.

## Protection
Il est interdit de posséder ou d'élever cette espèce en France.

## Taxinomie
Les sous-espèces Afroedura pondolia langi, Afroedura pondolia major, Afroedura pondolia marleyi et Afroedura pondolia multiporis ont été élevées au rang d'espèce et Afroedura pondolia haackei est considérée comme une sous-espèce d'Afroedura multiporis.

## Publication originale
- Hewitt, 1925 : On some new species of Reptiles and Amphibians from South Africa. Record of the Albany Museum, Grahamstown, vol. 3, no 4, p. 343-370.